# Piraeus Bank
De Piraeus Bank (Grieks: Τράπεζα Πειραιώς, Trapeza Pireos) is een bank in Griekenland en onderdeel van de internationaal werkende Piraeus Bank Group.
Deze bank heeft in 2013 delen van banken uit Cyprus overgenomen.
Eerder in 2006 verkocht de ING Groep haar belangen in deze bank.

## Geniki Bank
In 2012 verkocht Société Générale haar aandeel in Geniki Bank aan de Piraeus Bank. In 1937 is Geniki Bank als Algemene bank van Griekenland opgericht. Bij de overname in 2004 door Société Générale is naamsveranderding naar Geniki Bank doorgevoerd. Geniki Bank is lid van de Piraeus Bank Group en blijft als merknaam bestaan.